# نومروف (دهانه)
نومروف یک دهانه برخوردی در ماه‌ است.

## دهانه‌های اقماری
این دهانه ۲ دهانه اقماری دارد.
| Numerov | عرض جغرافیایی | طول جغرافیایی | قطر          |
| ------- | ------------- | ------------- | ------------ |
| Z       | ۶۸.۱° S       | ۱۶۰.۰° W      | ۴۴.۰ کیلومتر |
| G       | ۷۱.۷° S       | ۱۵۱.۹° W      | ۲۶.۰ کیلومتر |